# Edgar San Epifanio
Edgar San Epifanio Herrero (Barcelona, 5 de octubre de 1987) es un jugador de baloncesto español, que ocupa la posición de escolta. Después de jugar dos temporadas brillantes en el CB Mollet., en la temporada 2013-2014 ficha por el CB L'Hospitalet de liga EBA del grupo C. Es hijo del baloncestista internacional español Juan Antonio San Epifanio.

## Clubes
- 2007-08 CB Cornellá (LEB Plata).
- 2008-10 Lagun Aro GBC (Liga ACB).
- 2010 CB Cornellá (LEB Oro).
- 2010-11 Palencia Baloncesto. (LEB Oro).
- 2011-12 CB Mollet. (Liga EBA Grupo C).
- 2012-13 CB Mollet. (Liga EBA Grupo C).
- 2013-14 CB L'Hospitalet. (Liga EBA Grupo C).